# Son Serra de Marina
Son Serra de Marina es una localidad y pedanía española perteneciente al municipio de Santa Margarita, en la parte septentrional de Mallorca, comunidad autónoma de las Islas Baleares. En plena costa mediterránea, cerca de esta localidad se encuentran los núcleos de Ca'n Picafort, El Estañol y la Colonia de San Pedro.
Es un destacado núcleo turístico en temporada de verano a pesar de que no cuenta con una gran oferta hotelera, pero sí de restauración.
Está situada en la bahía de Alcudia, junto a la Necrópolis de Son Real, que es un importante yacimiento arqueológico cerca del mar en la posesión de Son Real, hoy una finca pública del Gobierno de las Islas Baleares. Esta necrópolis fue construida durante el periodo talayótico, y se usó hasta el s. II a. C.. Ha permanecido abandonada muchos años hasta que se promovió su conservación y la reanudación de su estudio a partir de los años 90 del siglo XX. Actualmente es un yacimiento consolidado y con buen estado de conservación. Se puede acceder a pie desde la desembocadura del torrente de Son Bauló, bordeando la costa en dirección sudeste unos veinte minutos hasta llegar a la punta de los Fenicios, donde se encuentra el yacimiento.
El illot des Porros es un islote de unos 3.050 m². Se encuentra en 120 metros de Mallorca y su altitud máxima es de 2,3 metros. Forma parte de la necrópolis de Son Real, ocupada desde la Edad del Hierro hasta la época romana.
El torrente de na Borges es, con más de 40 km de longitud, el curso de agua más largo de Mallorca. A la vez recoge el agua de una de las cuencas hidrográficas más grandes de la isla con más de 330 km². Este curso de agua no es permanente, pero lleva agua buena parte del año, sobre todo el curso mediano y bajo. Nace entre Manacor y Felanich, corre hacia el norte atravesando los municipios de Villafranca de Bonany, Petra y Santa Margarita, y recoge las aguas del oeste de las sierras de Levante.
También destacan las dunas de Son Serra, que son unos promontorios de arena naturales situados cerca del torrente de na Borges.

## Demografía
Según el Instituto Nacional de Estadística de España, en el año 2021 Son Serra de Marina contaba con 664 habitantes censados, lo que representa el 5,2% de la población total del municipio.

## Comunicaciones

### Carreteras
La principal vía de comunicación que transcurre por esta localidad es:
| Identificador | Denominación                 | Itinerario               |
| ------------- | ---------------------------- | ------------------------ |
| Ma-12         | De Artá al Puerto de Alcudia | Artá - Puerto de Alcudia |